# Tephroseris kjellmanii
Tephroseris kjellmanii là một loài thực vật có hoa trong họ Cúc. Loài này được (A.E.Porsild) Holub miêu tả khoa học đầu tiên năm 1973.